# Elmoia saxatilis
Elmoia saxatilis är en tvåvingeart som först beskrevs av Grimshaw 1901.  Elmoia saxatilis ingår i släktet Elmoia och familjen styltflugor. Inga underarter finns listade i Catalogue of Life.